# Карловский, Владислав Филиппович
Владислав Филиппович Карловский (1933—2010) — советский учёный в области гидротехники и мелиорации, доктор технических наук (1980), профессор (1982), член-корреспондент ВАСХНИЛ (1991),
академик Академии аграрных наук Республики Беларусь (1992) и НАНБ (2003), иностранный член РАСХН (1997). Лауреат Премии Совета Министров СССР (1984).

## Биография
Родился 25 сентября 1933 года в деревне Молчаны, Речицкого района Гомельской области, Белорусской ССР.
С 1950 по 1955 год обучался на гидромелиоративном факультете Белорусской сельскохозяйственной академии.
С 1955 по 1956 год на практической работе в Буд-Кошелевской машинно-мелиоративной станции в качестве начальника участка. с 1956 по 1960 год работал на Сенненской машинно-мелиоративной станции в должности главного инженера.
С 1960 по 1997 год на научно-исследовательской работе в НИИ мелиорации и водного хозяйства Белорусской ССР — НАН Белоруссии: с 1960 по 1963 год — аспирант, с 1963 по 1965 год — научный сотрудник, с 1969 по 1977 год —
заместитель директора по науке, с 1977 по 1996 год — директор этого института, в 1980 году Указом Президиума Верховного Совета СССР за успехи в развитии мелиоративной науки и подготовке научных кадров  институт под руководством В. Ф. Карловского был награждён орденом Трудового Красного Знамени. С 1996 года — заведующий отделом и с 1997 года — главный научный сотрудник этого института. Одновременно с  1987 по 1997 год являлся генеральным директором НПО «БелНИИМиВХ». 
Одновременно с научной занимался практической работой в государственных и партийных органах Белорусской ССР: с 1965 по 1966 год — начальник отдела мелиорации Управления сельского хозяйства Госплана Белорусской ССР, с 1966 по 1969 год — инструктор Сельскохозяйственного отдела ЦК КП Белоруссии. 

### Научно-педагогическая деятельность и вклад в науку
Основная научно-педагогическая деятельность В. Ф. Карловским была связана с вопросами в области гидротехники и мелиорации, занимался исследованиями в области разработки технологий производства земляных работ на болотах с использованием энергии взрыва, земснарядов и землеройных машин непрерывного действия. Под его руководством создавались новые конструкции мелиоративных систем, была разработана поточная технология, что повысило надёжность и повышение качества осушительных систем. В. Ф. Карловский являлся — членом совета директоров научно-исследовательских организаций Министерства мелиорации и водного хозяйства СССР, членом Научного совета АН Белорусской ССР по проблемам Полесья, членом Научного совета по проблемам мелиорации при Совете министров Белорусской ССР и председателем Учёного совета БелНИИМиВХ.
В  1964 году защитил кандидатскую диссертацию по теме: «Разработка способов строительства закрытого дренажа в неустойчивых грунтах»,  в 1979 году защитил докторскую диссертацию на соискание учёной степени доктор технических наук по теме: «Исследование и разработка технологических процессов производства земляных работ при осушении болот и заболоченных земель». В 1982 году ВАК СССР ему было присвоено учёное звание профессор. В 1991 году был избран член-корреспондентом ВАСХНИЛ, в 1992 году академиком Академии аграрных наук Республики Беларусь, в 1997 году избран — иностранным членом РАСХН, а в 2003 году — академиком НАНБ. В. Ф. Карловским было написано более трёхсот научных работ в том числе пять монографий и двадцать шесть авторских свидетельств и патентов на изобретения.

## Основные труды
- Разработка способов строительства закрытого дренажа в неустойчивых грунтах. - Минск, 1964. - 182 с
- НОТ в строительстве гончарного дренажа. - Москва : Колос, 1975. - 159 с.
- Строительство осушительно-увлажнительной сети / В. Ф. Карловский. - Минск : Ураджай, 1976. - 192 с.
- Исследование и разработка технологических процессов производства земляных работ при осушении болот и заболоченных земель. - Минск, 1978. - 490 с.
- Конструкции и расчеты осушительно-увлажнительных систем [Текст] : (Сборник науч. трудов) / Ред. совет: В. М. Зубец (пред.) [и др.] ; М-во мелиорации и водного хоз-ва СССР. Белорус. науч.-исслед. ин-т мелиорации и водного хоз-ва. - Минск : 
  - Вып. 3 / Ред. кол.: В. Ф. Карловский (отв. ред.) и др. - 1978. - 224 с.
  - Вып. 4 / Редкол.: В. Ф. Карловский (отв. ред.) и др. - 1978. - 224 с.
- Новые конструкции мелиоративных систем и сооружений на них : Сб. науч. тр. / Белорус. НИИ мелиорации и вод. хоз-ва; [Редкол.: Карловский В. Ф. (отв. ред.) и др.]. - Минск : БелНИИМИВХ, 1982. - 230 с.
- Строительство закрытой осушительной сети / В. Ф. Карловский. - М. : Колос, 1984. - 111 с.
- Механизация эксплуатационных работ в мелиорации / В. Ф. Карловский, В. М. Донской, А. З. Мушиях. - Минск : БелНИИНТИ, 1988. - 51 с[4]

## Награды, премии
- Орден Трудового Красного Знамени (1976)
- Орден «Знак Почёта» (1971)
- Медаль «В ознаменование 100-летия со дня рождения Владимира Ильича Ленина» (1970)
- Премия Совета Министров СССР (1984 — «за разработку новых технологий и строительство мелиоративных систем в зимний период»)
- Почётная грамота Президиума Верховного Совета БССР (1983)
- золотая и серебряная медали ВДНХ[1][2][3]